# Hosszúfarkú fahágó
A hosszúfarkú fahágó (Deconychura longicauda) a madarak (Aves) osztályának verébalakúak (Passeriformes) rendjébe, valamint a fazekasmadár-félék (Furnariidae) családjába tartozó Deconychura nem egyetlen faja.

## Rendszerezése
A fajt August von Pelzeln osztrák ornitológus írta le 1868-ban, a Dendrocincla nembe Dendrocincla longicauda néven.

## Alfajai
- Deconychura longicauda connectens Zimmer, 1929
- Deconychura longicauda darienensis Griscom, 1929
- Deconychura longicauda longicauda (Pelzeln, 1868)
- Deconychura longicauda minor Todd, 1917
- Deconychura longicauda pallida Zimmer, 1929
- Deconychura longicauda typica Cherrie, 1891
- Deconychura longicauda zimmeri Pinto, 1974[2]

## Előfordulása
Dél-Amerikában, Brazília, Francia Guyana, Guyana és Suriname területén honos. Természetes élőhelyei a szubtrópusi és trópusi száraz erdők, hegyi és síkvidéki esőerdők, valamint mocsári erdők. Állandó, nem vonuló faj.

## Megjelenése
Testhossza 19 centiméter, testtömege 29 gramm.

## Életmódja
Rovarokkal táplálkozik.

## Természetvédelmi helyzete
Az elterjedési területe nagyon nagy, egyedszáma ugyan csökken, de még nem éri el a kritikus szintet. A Természetvédelmi Világszövetség Vörös listáján nem fenyegetett fajként szerepel.